# Oswald Andrae

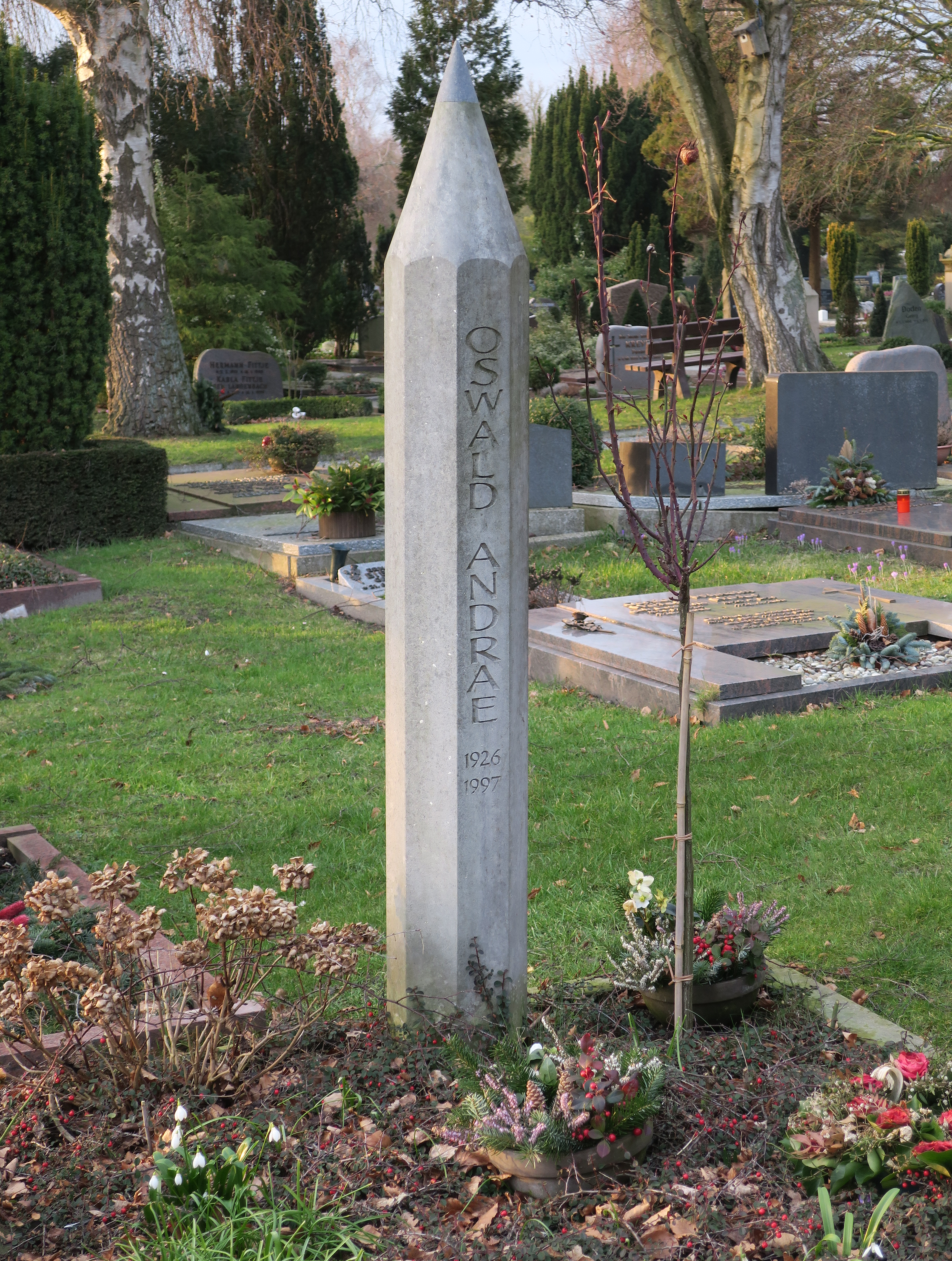
Grabstätte von Oswald Andrae auf dem Friedhof in Jever

Oswald Andrae (* 25. Juni 1926 in Jever; † 19. Februar 1997 in Sanderbusch) war ein plattdeutscher Schriftsteller.

## Leben
Andrae wurde 1926 in Jever als Sohn eines Uhrmachers geboren und besuchte das dortige Mariengymnasium. In den Jahren 1943/1944 war er Luftwaffenhelfer und Sanitäter beim Volkssturm. 1946 machte er sein Abitur und begann eine Ausbildung zum Augenoptiker. Im Jahr 1948 legte er in diesem Beruf seine Gesellenprüfung an der Berufsschule Wilhelmshaven ab. In der Zeit von 1950/1951 besuchte er den Meisterkurs der Optikerschule im thüringischen Jena.
Sein literarischer Erstling mit kurzen Episoden auf plattdeutsch „De Sünn schient jeden Dag“ und einigen Gedichten in hochdeutscher Sprache erschien im Jahr 1957. In den Folgejahren fand Andrae immer mehr zu seinem charakteristischen Schreibstil, vornehmlich in plattdeutscher Sprache, in dem er zunehmend kritisch vor allem politische und gesellschaftliche Entwicklungen des späten 20. Jahrhunderts hinterfragte. Für dieses Schaffen verlieh ihm im Jahr 1971 die Alfred Toepfer Stiftung den Klaus-Groth-Preis.
In das Jahr 1973 fällt der sogenannte „Jeversche Fahnenkrieg“. Die Lokalzeitung Jeversches Wochenblatt hatte Andraes Gedicht „De Fahn“, einen antimilitaristischen und antinationalistischen Text, abgedruckt, was zu einem heftigen Disput zwischen Gegnern und Befürwortern seiner Schriften führte und bundesweit Aufsehen erregte. Oswald Andrae war im Jahr 1976 einer der Mitbegründer des „Internationalen Dialektinistuts (IDI)“. In der Zeit von 1976 bis 1978 erhielt er von der Fachhochschule Ostfriesland einen Lehrauftrag mit dem Titel „Plattdeutsch als Sprache der Betroffenen“. 1988 erhielt er das Verdienstkreuz am Bande vom Bundesland Niedersachsen. In den Jahren 1989 bis 1990 war er Gast der Künstler Stiftung Villa Massimo.
Im Jahr 1997 starb Oswald Andrae im Krankenhaus Sanderbusch an Herzversagen. Auf dem Stadtfriedhof in Jever erinnert eine Steinstele, die in Form eines Bleistifts gestaltet ist, an den Dichter.

## Wirken

### Dichterisches Schaffen
Oswald Andraes literarisches Werk umfasst viele Facetten. Eine Lyrik und Prosa der Verinnerlichung, in der sich Naturbetrachtungen und religiöse Themen finden, hier von Hein Bredendiek beeinflusst, steht neben politischen Texten und Sprachexperimenten aus konkreter Poesie (z. B. in Bezug auf die Wiener Gruppe). Bekanntheit erreichte Andrae ferner durch seine Hörspiele sowie sein Theaterstück „Laway – Aufstand der Deicher 1765“, das einen Streik friesischer Deicharbeiter im 18. Jahrhundert beschreibt. Sein international wohl bekanntester Text dürfte „Dat Leed van den Häftling Nr. 562“ sein, das dem Friedensnobelpreisträger Carl von Ossietzky gewidmet ist und durch den schottischen Folksänger Dick Gaughan weltweite Verbreitung fand.

### Politisches Engagement
Oswald Andraes dichterisches Schaffen und sein politisches Wirken sind nicht voneinander zu trennen. Er war aktiver Teil der friesischen Friedens- und Umweltbewegung, die er immer wieder tatkräftig mit seinen Gedichten und Liedern unterstützte. Er setzte sich maßgeblich für die Auseinandersetzung mit der nationalsozialistischen Vergangenheit und die Aussöhnung mit den ehemaligen jüdischen Mitbewohnern in seiner Heimatstadt Jever ein. Ferner kämpfte er für die Wiedereinstellung der Gymnasiallehrerin Dorothea Vogt, die aufgrund ihrer Kandidatur für die DKP vom Schuldienst suspendiert worden war.

### Einfluss auf die Folk- und Liedermacherszene
Die plattdeutsche Folk- und Liedermacherszene hat viele der Texte Oswald Andreas aufgegriffen und bearbeitet. Die Sänger Knut Kiesewetter und Hannes Wader vertonten Werke Andraes. Die Liedermacher Gerd Brandt und die Gruppe Laway sowie Helmut Debus arbeiteten direkt mit Andrae zusammen. Durch ihr Wirken erfahren Andraes Texte noch heute die stärkste Verbreitung.

## Werke

### Veröffentlichungen
- De Sünn schient jeden Dag. Vertellsels un Riemels up Hoch un Platt van Hinnerk Moin. Wiegleb, Wangerooge 1957.
- Wat maakt wi? Niederdeutsche Mundarttexte mit hochdeutscher Übersetzung. Henstedter Handdr.-Verlag, Henstedt-Ulzburg 1971.
- Hoppenröök geiht üm. Texte in niederdeutscher Mundart. Peter, Rothenburg ob der Tauber 1975.
- Hier un annerswor. Texte im Jeverländer Dialekt der Niederdeutschen Mundart. Schmid, Berlin 1976, ISBN 3-922299-00-8.
- Dat Leed van de Diekers 1765. Sülvstverlag, Jever 1977.
- Wat ik meen. Plattdeutsche Lieder. von Helmut Debus mit Texten von Oswald Andrae, Verlag Atelier im Bauernhaus, Hu’e 1977.
- De bruun Ranzel, ov: Wat'n mit mi maken kann. Verlag Atelier im Bauernhaus, Hu’e 1977, ISBN 3-88132-006-7.
- Come to meet us = Kumm uns tomööt. Low German/English poetry. Sülvstverlag, Jever 1978.
- Dat Leed van den Häftling Nr. 562. Dokumentation über Entstehung und Wandel eines Liedes. Jever 1979, DNB 946810451
- Dat Leed van de Diekers. Über einen Deicharbeiter-Aufstand 1765 an der Nordsee. Verlag Atelier im Bauernhaus, Hu’e 1982.
- Hollt doch de Duums för den Sittich. Wirtschaftsverlag NW, Bremerhaven 1983, ISBN 3-88314-292-1.
- Laway – Aufstand der Deicher 1765. zuerst auf der August-Hinrichs-Bühne am 28. Januar 1983 aufgeführt, Oldenburg 1983, Oldenburgisches Staatstheater.
- Orme d'ombra. Poesie e traduzioni dall'opera poetica di Oswald Andrae. Ed. Coop. Guidarello, Ravenna 1986.
- Dreeundartig Mullsbülten. van Acken, Krefeld 1987, ISBN 3-923140-25-8.
- Heimat – wat is dat? Von der Liebe zu einem Lande, das mancher verließ. Isensee Verlag, Oldenburg 1996, ISBN 3-89598-355-1.
- Mank all mien Drööm. Niederdeutsche Texte, Gedichte und Lieder. Isensee, Oldenburg 1996, ISBN 3-89598-389-6.

### Hörspiele
- Inselbesöök. NDR II + Radio Bremen RB I 1965.
- Haifa. RB 1970.
- Lavay – über Deicharbeiteraufstände an der Nordsee im 18.Jh. (Feature) RB 1973.
- Dar weer mal en Schipper up Wangerogh. (Feature), RB 1981.
- De Straten stunken na Brand. Kinderjahre während der NS-Zeit. (Feature), RADIO BREMEN 1985 und 1986.
- De Familie Janßen geiht na Amerika. Stationen einer Auswanderung im Jahre 1883. (Feature), RB 1988.
- Zu Gast: Oswald Andrae (Mitschnitt einer Lesung im Niederdeutschen Theater Bremen). RB 1989, 1994.
- Im Gespräch mit Oswald Andrae. Hamburg Welle (NDR) März 1990.

## Würdigungen
- 1971: Klaus-Groth-Preis für lyrische Dichtung in niederdeutscher Sprache
- 1971: Auslandsreisestipendium des Auswärtigen Amtes der Bundesrepublik Deutschland
- 1983: Niedersächsisches Künstlerstipendium
- 1988: Verdienstkreuz am Bande des Niedersächsischen Verdienstordens
- 1989/1990: Ehrengast der Deutschen Akademie Villa Massimo in Rom
- 1991: Verdienstmedaille der Stadt Jever
- 1994: Auslandsreisestipendium des Auswärtigen Amtes der Bundesrepublik Deutschland
- 2007: Eine Straße im jeverschen Neubaugebiet Großer Herrengarten erhielt den Namen Oswald-Andrae-Straße.[9]